# Quand tu dors
Quand tu dors (Frans voor: Wanneer je slaapt) is het eerste officiële album van de Nederlandse zangeres Wende Snijders. Het is een geheel Franstalig album waarin Snijders klassieke chansons in een nieuw jasje gestoken heeft. Het album won een Edison Music Award. In 2005 stond het album in totaal 14 weken in de album top 100 met als hoogste positie plaats 43. Het officiële nummer van uitgave is BIS 080.

## Tracklist
1. Je Suis Comme Je Suis (1:35)
2. Quand Tu Dors (4:11)
3. Chaque Fois (Telkens Weer) (4:04)
4. Padam Padam (3:30)
5. Je T'attends (4:38)
6. Je Sais Comment (4:04)
7. Ca Va (Le Diable) (3:13)
8. Le Mal De Vivre (5:42)
9. Paris Canaille (4:07)
10. La Valse À Mille Temps (3:49)
11. 28 Août '99 (1:17)
12. Ne Me Quitte Pas (4:21)
13. La Solitude (3:20)
14. La Quête (3:27)

## Gastmuzikanten
- Ruud Breuls
- Bouke Feleus
- Jeanne Biessen
- Ro Krauss
- Bart Wolvekamp
- Sanne Van Delft
- Marnix Stassen
- Metropole Orkest onder leiding van Arjan Tien